# Bjarne Pettersen (Fußballspieler)
Bjarne Pettersen (* 16. Juni 1907 in Mjøndalen; † 17. Mai 1975 ebenda) war ein norwegischer Fußballspieler.

## Sportlicher Werdegang
Pettersen spielte in seiner Heimatstadt für den lokalen Klub Mjøndalen IF. Er gehörte in den 1930er Jahren zu der Mannschaft, die den Klub in die Spitze des norwegischen Fußballs führte und mehrfach den norwegischen Landespokal – vor Einführung einer landesweiten Meisterschaft der einzige überregionale Wettbewerb – gewann. Dabei stand er 1933 gegen Viking Stavanger, 1934 gegen Sarpsborg FK und 1937 gegen Odds BK in der jeweils siegreichen Elf, beim dritten Finale erzielte er zudem ein Tor. Bezüglich der Finalteilnahmen 1936 und 1938, als die Mannschaft jeweils gegen Fredrikstad FK verlor, ist die Datenlage unklar.
Am 27. September 1931 debütierte Pettersen im Rahmen der Nordischen Meisterschaft der Männer 1929–32 im Trikot der norwegischen Nationalmannschaft, als diese sich unter Leitung des deutschen Schiedsrichters Karl Weingärtner mit einem 2:1-Erfolg gegen Schweden durchsetzte. Dabei kam er an der Seite seiner Vereinskameraden Einar Andersen und Ingolf Olsen, der ebenso seinen ersten Länderspieleinsatz verzeichnete, zum Einsatz. In den folgenden zwei Jahren bestritt er insgesamt sieben Länderspiele, dabei blieb er ohne Torerfolg.